# Salaria
Salaria é um género de peixes da família Blenniidae.
Contém as seguintes espécies:
- Salaria economidisi
- Salaria fluviatilis